# Stadio Ramat Gan
Lo stadio Ramat Gan (in ebraico: איצטדיון רמת גן, Itztadion Ramat Gan) è lo stadio di calcio nazionale nel distretto di Tel Aviv, in Israele, sito nella città di Ramat Gan.

## Architettura
Completato nel 1951, è il più grande stadio Israeliano; le sue tribune possono ospitare 41.583 spettatori, 13.370 dei quali sono situati nella tribuna occidentale, completata nel 1982, quando lo stadio è stato profondamente ristrutturato.
Lo stadio è ad uso misto, adatto per competizioni atletiche e per il calcio. Lo stadio ospita le partite di calcio internazionale di Israele e le partite delle coppe europee giocate dalle squadre del Maccabi Tel Aviv, Maccabi Haifa e Hapoel Tel Aviv. Le dimensioni del campo sono 105 m x 68 m. In totale l'area del complesso è di 36000 m².
Lo stadio ha 6 spogliatoi, più sale riunioni, un centro conferenze, delle sale stampa, una sala arbitri, una sala medici e una clinica per i test anti-doping. È affiancato da due campi di allenamento, una grande clinica per atleti, un ristorante-caffetteria, e uno spazio per il parcheggio di 3.900 posti. Lo stadio ospita anche la sede della Federazione calcistica d'Israele.
Le condizioni di illuminazione artificiale nello stadio sono sullo stesso livello degli stadi principali del mondo, e offre un massimo di 1550 lx in ogni parte del campo.
Questo è l'unico stadio in Israele che è in una classe standard mondiale, ed è l'unico ad ospitare le partite ufficiali delle Qualificazioni per il Campionato mondiale di calcio e per la UEFA Champions League. Nello stadio avviene anche la cerimonia di apertura delle Maccabiadi.
Ci sono piani di abbattere e ricostruire per formare uno stadio più grande, che dovrebbe avere la capacità di 60.000 persone. Lo stadio avrà un costo di oltre 100 milioni di dollari.

## Concerti
I Depeche Mode si sono esibiti allo stadio il 10 maggio 2009 durante il loro Tour of the Universe, davanti ad un pubblico di circa 50,000 persone. Il concerto è stato registrato per il progetto di album dal vivo del gruppo Recording the Universe.
Madonna nel 2012 ha aperto il suo MDNA Tour in questo stadio.